# 多田房之輔

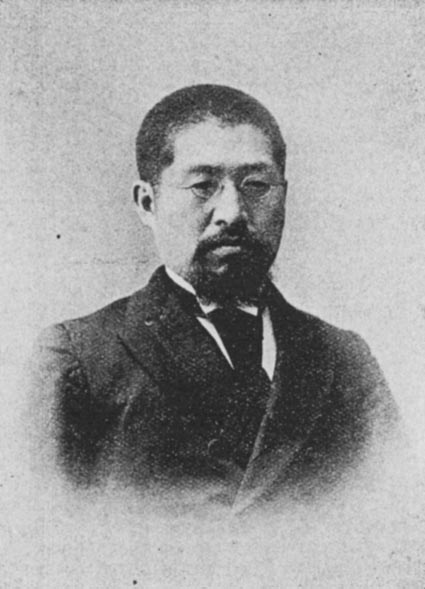
多田房之輔

多田 房之輔（ただ ふさのすけ、文久2年6月9日（1862年7月5日） - 1940年（昭和15年）11月18日）は、日本の教育者。池袋幼稚園主。号は総南。

## 経歴
安房国望陀郡神納村（現在の千葉県袖ケ浦市）出身。1881年（明治14年）、千葉県師範学校を卒業。千葉県・栃木県・東京府の小学校長を歴任し、さらに千葉県師範学校・栃木県師範学校を務めた。1901年（明治34年）、東京高等師範学校研究科を修了。国民教育社を創設して、雑誌「日本之小学教師」を発行した。
また1888年（明治21年）、神田区に一橋幼稚園を創設し、1915年（大正4年）に池袋に移転した。
その他、神田区会議員、麹町区学務委員、千葉県教育会副会長、千葉師範学校校友会副会長、西巣鴨教育会副会長、帝国教育会主事、帝都教育会理事、東京保育協会監事長、全国聯合教育会常設委員を務めた。

## 著作
- 『小学教師鑑』（冨山房、1897年）
- 『理論実験 学校管理法』（同文館、1898年）